# Otava (casa editrice)
Otava (in finlandese Kustannusosakeyhtiö Otava) è una delle principali case editrici della Finlandia, fondata nel 1890 come editrice di opere esclusivamente in lingua finlandese. È attualmente la seconda casa editrice del Paese, con oltre 400 nuovi titoli pubblicati ogni anno.

## Origine del nome
La parola finlandese otava è il nome di un asterismo di sette stelle, parte della costellazione dell'Orsa Maggiore: 4405 Otava.

## Storia
Negli anni 1920 iniziò a pubblicare numerose opere in esperanto, fra cui traduzioni dei classici della letteratura finlandese. Vi lavorò in questo periodo l'esperantista Vilho Suonio Setälä.